# 程溫
程温（1447年—1514年），字德和，號鉴亭，湖广永州府祁阳县和平里人，民籍，明朝政治人物。

## 生平
十六岁補邑庠生，成化十年（1474年）甲午科湖廣鄉試舉人。成化二十年（1484年）甲辰科殿試三甲進士。授南京吏部验封司主事，升考功司郎中，弘治十五年十月升南京通政司左参议。正德四年（1509年）四月會推太仆寺少卿時，被令致仕归乡。卒年六十八。

## 家族
原籍河南上蔡，曾祖程惟旻，元朝末年为祁阳县令，因兵乱定居当地。祖父程子富。父程达，任兰溪县主簿。母刘氏。